# Rainer Schaller
Rainer Schaller (Bamberg, 4 de enero de 1969-Costa Rica, 21 de octubre de 2022) fue un empresario alemán. Fue fundador y director ejecutivo del RSG Group, al que pertenecen los gimnasios de las marcas McFit y Gold’s Gym. De 2006 a 2010 fue el organizador de la Love Parade.

## Vida y trabajo
Rainer Schaller provenía de una familia de comerciantes de Franconia y creció en Schlüsselfeld. Su hermano mayor es el director de orquesta Gerd Schaller. Rainer Schaller completó una formación como comerciante minorista. Poseía cuatro sucursales de Edeka; de las cuales todavía operaba la casa matriz en Schlüsselfeld.
En 1996 fundó McFit GmbH con la idea de aplicar el principio de descuento en el sector del fitness. Abrió el primer gimnasio en 1997 en Würzburg, y once años después se estableció la 100ª sucursal en Múnich. En 2009 comenzó su expansión por Europa. Al 2022 existían más de 250 gimnasios McFit en toda Europa.
La visión de Schaller era hacer posible «fitness para todos», quería integrar el fitness en el concepto de vida para compensar las consecuencias de la digitalización.
En 2018 Schaller entregó la dirección operativa de su empresa a Vito Scavo y en 2019 fusionó sus empresas en el RSG Group. En 2020 el RSG Group de Schaller adquirió la empresa norteamericana Gold’s Gym. En 2020 su RSG Group también se convirtió en el único inversor de gym80, adquiriendo una participación del 35% en el principal fabricante alemán de equipos de fitness. Con esto Schaller sentó las bases para una colaboración en las expansiones del RSG Group en Francia, Reino Unido y Estados Unidos.
Además del concepto McFit, Schaller agrupó en el RSG Group 20 marcas diferentes en el área de fitness y estilo de vida, como High5, John Reed Fitness, John & Jane’s, CYBEROBICS y HEIMAT, hasta el estudio de yoga. También expandió el RSG Group con la marca de nutrición deportiva Qi².
Schaller vivía en Schlüsselfeld cerca de Bamberg y en Berlín. En 2019 se estimó que su fortuna era de 250 millones de euros.

## Compromiso social
Además de su actividad como empresario Rainer Schaller se involucró con causas sociales. Durante la gala de ZDF el 12 de diciembre de 2009 entregó un cheque de donación por un monto de 1 millón de euros a la organización benéfica "Ein Herz für Kinder" (Un corazón para los niños). No pudo llevar a cabo su proyecto benéfico de establecer una granja de alpacas en Mallorca para ayudar a personas traumatizadas.

## Muerte
Rainer Schaller se encontraba el 21 de octubre de 2022 con su compañera de vida y dos hijos, incluido su hijo nacido en 2016, otro hombre y el piloto a bordo de un Piaggio P.180 con 13 años de antigüedad, en ruta de México a Costa Rica. El contacto por radio con el avión se perdió frente a la costa de Costa Rica. En una misión de búsqueda se encontraron restos del avión y dos cadáveres en el agua, lo que confirmó un accidente aéreo. El 2 de noviembre de 2022 las autoridades anunciaron que la búsqueda de las víctimas había sido suspendida. Dos días después se confirmó la muerte de Rainer Schaller y su hijo; los demás ocupantes siguen desaparecidos.